# Friedrich Eugen Engels
Friedrich Eugen Engels (* 4. Januar 1909 in Solingen; † 19. November 1994 in Haan) war ein deutscher Sänger (Tenor).

## Leben
Friedrich Eugen Engels, dessen Vater im Ersten Weltkrieg fiel, lernte nach dem Besuch der Volksschule in Solingen im Betrieb seines Stiefvaters den Beruf eines Messerschleifers. Mit dem Singen begann Engels im Solinger Chor Die Wupperhofer.
Der Solinger Musikdirektor Werner Saam wurde auf Engels’ Talent aufmerksam und vermittelte dem Tenor 1930 ein Stipendium zur Ausbildung an der Musikhochschule Köln. 1933 wurde Engels als erster lyrischer Tenor an den Reichssender Köln verpflichtet.
In den folgenden Jahren machte Engels in den deutschen Rundfunkanstalten eine Karriere als „Sänger vom Bergischen Land“. Er wirkte in über 900 Rundfunksendungen mit. Während des Zweiten Weltkriegs tourte er zur Unterhaltung der Soldaten durch ganz Europa. Nach dem Krieg setzte er seine Konzert- und Rundfunktätigkeit bis in die 1960er Jahre fort.
Nach dem Ende seiner Laufbahn als Sänger eröffnete Engels in Haan ein Hotel, das seinen Namen trug. Zudem betätigte er sich als Mundartdichter in Solinger Platt.

## Ehrungen
- Goldene Ehrennadel des WDR
- Bundesverdienstkreuz am Bande (2. Februar 1987)[2]
- Wappenteller der Stadt Haan

## Werke
- Water op de Müöhl (in Solinger Mundart und Hochdeutsch), Solingen 1981.